# 요시다 가쓰토요
요시다 가쓰토요(일본어: 吉田 勝豊, 1935년 3월 21일 ~ 2016년 3월 9일)는 일본의 전 프로 야구 선수이자 야구 지도자이다. 사가현 다케오시 출신이며 현역 시절 포지션은 외야수였다.

## 인물
사가 현립 다케오 고등학교를 졸업하고 사회인 야구팀인 닛테쓰 후타세에 입단했는데 1956년 도시 대항 야구 대회에 4번 타자로서 출전했다. 이 대회의 1차전에서 후지 제철 무로란을 상대로 홈런을 날리는 등의 활약으로 팀은 승리했지만 2차전에서는 일본 컬럼비아를 상대로 9회에 끝내기 패배를 당했다. 팀 동료로는 고바 다케시, 에토 신이치, 이 히로오 등이 있다.
1957년 도에이 플라이어스에 입단, 프로 1년차부터 좌익수로서 시즌 100경기 이상을 출전했다. 그 후 중견수, 1루수로서도 활약하여 1961년에는 리그 8위에 해당되는 타율 0.298을 기록했다. 1962년에는 타율 0.306을 기록하여 처음으로 타율 3할 대에 도달했고 구단 최초로 리그 우승과 일본 시리즈 우승에 기여했고 그해 한신 타이거스와 맞붙은 일본 시리즈에서는 무라야마 미노루, 고야마 마사아키 등을 상대로 홈런을 때려냈다. 그해 외야수 부문에서 베스트 나인에도 선정됐으며 니시테쓰 라이온스에게는 강한 면모를 보여 이나오 가즈히사를 쓰러뜨릴 정도로 ‘이나오 킬러’라는 별명도 얻었다.
1965년에 안도 모토히로, 이시하라 세키오 등과 함께 이케자와 요시유키, 야마자키 마사유키, 사카자키 가즈히코와의 맞트레이드로 요미우리 자이언츠로 이적했다. 요미우리 이적 1년차에는 주전 중견수로서 5번 혹은 6번 타자를 맡았고 통산 3번째의 올스타전에도 출전했다. 1966년부터는 시바타 이사오가 두각을 드러내면서 출전 기회가 줄어들었고 1968년 이노우에 요시오와의 맞트레이드로 마스다 아키오와 함께 니시테쓰 라이온스로 이적했다. 이듬해 1969년을 끝으로 현역에서 은퇴했다.
은퇴 후 가네다 마사이치 감독 밑에서 롯데 오리온스 수석 코치(1973년), 1군 외야 수비 코치 겸 타격 코치(1974년 ~ 1976년), 2군 코치(1977년), 1군 코치(1978년) 등을 역임했고 1974년에 팀의 리그 우승과 일본 시리즈 우승에 기여했다. 2016년 3월 9일, 폐렴으로 도쿄도의 한 병원에서 사망했다(향년 80세).

## 상세 정보

### 출신 학교
- 사가 현립 다케오 고등학교

### 선수 경력
- 닛테쓰 후타세
- 도에이 플라이어스(1957년 ~ 1964년)
- 요미우리 자이언츠(1965년 ~ 1967년)
- 니시테쓰 라이온스(1968년 ~ 1969년)

### 수상·타이틀 경력
- 베스트 나인 : 1회(1962년) ※외야수 부문

### 개인 기록
- 통산 1000경기 출장 : 1965년 5월 19일 ※역대 94번째
- 올스타전 출장 : 3회(1960년, 1962년, 1965년)

### 등번호
- 28(1957년 ~ 1960년)
- 9(1961년 ~ 1964년)
- 8(1965년 ~ 1967년)
- 11(1968년 ~ 1969년)
- 80(1973년 ~ 1978년)

### 연도별 타격 성적
| 연 도       | 소 속       | 경 기 | 타 석 | 타 수 | 득 점 | 안 타 | 2 루 타 | 3 루 타 | 홈 런 | 루 타 | 타 점 | 도 루 | 도 루 자 | 희 생 번 | 희 생 플 | 볼 넷 | 고 4 | 사 구 | 삼 진 | 병 살 타 | 타 율 | 출 루 율 | 장 타 율 | O P S |
| ----------- | ----------- | ----- | ----- | ----- | ----- | ----- | ------- | ------- | ----- | ----- | ----- | ----- | -------- | -------- | -------- | ----- | ---- | ----- | ----- | -------- | ----- | -------- | -------- | ----- |
| 1957년      | 도에이      | 115   | 349   | 319   | 34    | 71    | 12      | 3       | 11    | 122   | 45    | 6     | 2        | 1        | 2        | 27    | 2    | 0     | 65    | 9        | .223  | .282     | .382     | .564  |
| 1958년      | 도에이      | 50    | 132   | 123   | 11    | 25    | 5       | 1       | 2     | 38    | 10    | 0     | 0        | 2        | 0        | 7     | 0    | 0     | 26    | 3        | .203  | .246     | .309     | .555  |
| 1959년      | 도에이      | 124   | 392   | 358   | 47    | 92    | 21      | 6       | 11    | 158   | 44    | 2     | 3        | 7        | 3        | 23    | 3    | 1     | 76    | 9        | .257  | .301     | .441     | .743  |
| 1960년      | 도에이      | 130   | 523   | 462   | 50    | 117   | 21      | 3       | 8     | 168   | 44    | 11    | 8        | 8        | 3        | 50    | 2    | 0     | 110   | 13       | .253  | .324     | .364     | .688  |
| 1961년      | 도에이      | 140   | 586   | 527   | 77    | 157   | 21      | 6       | 17    | 241   | 82    | 21    | 11       | 5        | 4        | 48    | 2    | 2     | 99    | 11       | .298  | .356     | .457     | .814  |
| 1962년      | 도에이      | 130   | 529   | 474   | 73    | 145   | 23      | 3       | 18    | 228   | 79    | 26    | 6        | 3        | 6        | 42    | 2    | 4     | 81    | 14       | .306  | .363     | .481     | .844  |
| 1963년      | 도에이      | 140   | 532   | 485   | 60    | 114   | 16      | 3       | 19    | 193   | 76    | 11    | 2        | 2        | 1        | 42    | 2    | 2     | 78    | 21       | .235  | .298     | .398     | .696  |
| 1964년      | 도에이      | 142   | 516   | 454   | 53    | 121   | 20      | 6       | 9     | 180   | 48    | 9     | 1        | 6        | 3        | 51    | 1    | 2     | 61    | 14       | .267  | .341     | .396     | .738  |
| 1965년      | 요미우리    | 133   | 481   | 443   | 42    | 117   | 9       | 3       | 7     | 153   | 44    | 7     | 9        | 4        | 1        | 32    | 2    | 1     | 52    | 6        | .264  | .314     | .345     | .660  |
| 1966년      | 요미우리    | 78    | 183   | 164   | 13    | 34    | 5       | 1       | 1     | 44    | 12    | 1     | 2        | 3        | 1        | 12    | 1    | 3     | 31    | 4        | .207  | .272     | .268     | .541  |
| 1967년      | 요미우리    | 41    | 79    | 74    | 6     | 15    | 2       | 0       | 2     | 23    | 7     | 0     | 1        | 0        | 0        | 5     | 0    | 0     | 12    | 0        | .203  | .253     | .311     | .564  |
| 1968년      | 니시테쓰    | 65    | 154   | 138   | 11    | 36    | 8       | 0       | 0     | 44    | 10    | 0     | 2        | 1        | 2        | 12    | 0    | 1     | 22    | 4        | .261  | .320     | .319     | .639  |
| 1969년      | 니시테쓰    | 15    | 27    | 26    | 1     | 5     | 0       | 0       | 0     | 5     | 1     | 0     | 0        | 0        | 0        | 1     | 0    | 0     | 3     | 2        | .192  | .222     | .192     | .415  |
| 통산 : 13년 | 통산 : 13년 | 1303  | 4483  | 4047  | 478   | 1049  | 163     | 35      | 105   | 1597  | 502   | 94    | 47       | 42       | 26       | 352   | 17   | 16    | 716   | 110      | .259  | .319     | .395     | .714  |

- 굵은 글씨는 시즌 최고 성적.